# Gorid rassz
Az europid vagy kaukázusi nagyrassz egyik alrassza. Keleti alpesi variáns, nevét egy lengyel szóról kapta, melynek jelentése hegy (Gora). Metrikusan a nyugat-alpesi és a kelet-európai között van. A típus elterjedésének magja Dél-Lengyelország, de a goridok fontos elemei a cseheknek, szlovákoknak, szerbeknek, albánoknak, magyaroknak, románoknak, észak-bolgároknak, nyugat-ukránoknak és a velük szomszédos népeknek. 

## Fizikai vonásai
Fehér vagy világos bőr, egyenes vagy hullámos barna, időnként szőke haj. Viszonylag alacsony, endomorf. Rövid fejű. Az orr rövid és gyakran konkáv. Abban különbözik a nyugat-alpesitől, hogy magasabb koponyájú és morfológiailag még baltiszerűbb.